# AEG G.II
El AEG G.II era un bombardero biplano alemán utilizado durante la Primera Guerra Mundial y desarrollado a partir del modelo AEG G.I.
Tenía un motor más potente que su predecesor el AEG G.I, este bombardero siendo capaz de cargar hasta 200 kg de bombas.
Su gran desventaja era su inestabilidad, lo cual era solucionado con la pericia de los mecánicos.

## Especificaciones (AEG G.II)

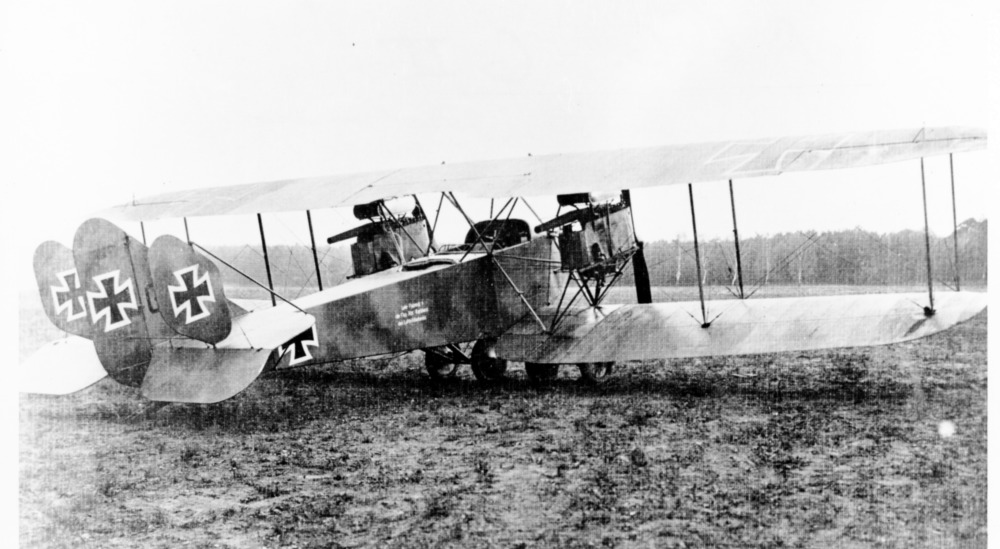
AEG G.II

### Características generales
- Tripulación: 3
- Longitud: 9,1 m (29,9 ft)
- Envergadura: 16,2 m (53,1 ft)
- Altura: 3,5 m (11,5 ft)
- Superficie alar: 59 m² (635,1 ft²)
- Peso vacío: 1450 kg (3195,8 lb)
- Peso máximo al despegue: 2740 kg (6039 lb)
- Planta motriz: 2× lineal Benz Bz.III.
  - Potencia: 82 kW (110 HP; 112 CV) cada uno.

### Rendimiento
- Velocidad máxima operativa (Vno): 140 km/h (87 MPH; 76 kt)
- Alcance: 700 km (378 nmi; 435 mi)
- Techo de vuelo: 3000 m (9843 ft)
- Régimen de ascenso: 1,5 m/s (295 ft/min)

### Armamento
- Ametralladoras: de 2 a 3× Ametralladoras Parabellum MG 14 de 7,92 mm, una montada sobre anillo en la cabina delantera, y otra sobre riel en la cabina trasera.
- Bombas: 200 kg de bombas convencionales